# Володько Максим Анатолійович
Максим Анатолійович Володько (біл. Максім Анатолевіч Валадзько, нар. 10 листопада 1992, Мінськ) — білоруський футболіст, півзахисник клубу БАТЕ.
Виступав за молодіжну збірну Білорусі.

## Клубна кар'єра
У дорослому футболі дебютував 2009 року виступами за команду клубу БАТЕ, в якій провів три сезони, взявши участь в 11 матчах чемпіонату. 
Частину 2012 року грав на умовах оренди за мінський клуб СКВІЧ.
До складу БАТЕ повернувся 2013 року. Відтоді встиг відіграти за команду з Борисова 35 матчів в національному чемпіонаті.

## Виступи за збірні
Протягом 2011–2012 років залучався до складу молодіжної збірної Білорусі. На молодіжному рівні зіграв у 29 офіційних матчах, забив 1 гол.

## Титули і досягнення
- Чемпіон Білорусі (8):

БАТЕ: 2010, 2011, 2012, 2013, 2014, 2015, 2016, 2017
- Володар Кубка Білорусі (2):

БАТЕ: 2014-15, 2020-21
- Володар Суперкубка Білорусі (7):

БАТЕ: 2011, 2013, 2014, 2015, 2016, 2017, 2022